# Reaumuria
Reaumuria és un gènere de plantes amb flors dins la família tamaricàcia. Hololachana (Ehrenberg) és un sinònim. Consta d'unes 12 espècies distribuïdes al Nord d'Àfrica, Àsia (4 espècies a la Xina) i Sud d'Europa. Són arbusts o subarbusts xeròfits de fins a 80 cm d'alt, amb nombroses branquetes en ziga-zaga i glàndules que secreten sals.

## Algunes espècies
- Reaumuria vermiculata
- Reaumuria soongarica
- Reaumuria alternifolia
- Reaumuria trigyna
- Reaumuria kaschgarica